# Лаура Далмайер
Лаура Далмайер (на немски: Laura Dahlmeier) е германска биатлонистка състезавала се за Световната купа по биатлон от 2013 до 2019 г., двукратна олимпийска шампионка, седемкратна световна шампионка и носителка на Световната купа. Тя е една от най-успешните биатлонистки от своето поколение.
Тя е първата състезателка в историята на биатлона, която печели 5 титли в рамките на едно световно първенство и първата с медали във всички индивидуални дисциплини в две поредни световни първенства – 2016 и 2017.
В състезанията за световната купа има 22 победи в индивидуални дисциплини и 13 в щафети.

## Професионална кариера
На Световното първенство по биатлон за юноши през 2013 г. в Обертилах, Австрия, Далмайер печели три златни медала в индивидуалната дисциплина, спринта и щафетата, както и сребърен в преследването. След това тя е включена в женската щафета на германския отбор на Световното първенство по биатлон през 2013 г. Стартирайки на трети пост, тя стреля безупречно и наваксва 38-секундно изоставане, за да предаде щафетата първа позиция. Далмайер завършва първата си пълна кампания за Световната купа през следващия сезон 2013 – 2014 когато печели в щафетите за Световната купа, но не успява да си осигури самостоятелно място на подиума и не прави особено впечатление на Зимните олимпийски игри през 2014 г. в Сочи, Русия.
През сезон 2014 – 2015 стартира на Световната купа в Поклюка през декември 2014 г. Два месеца по-късно печели първата си победа за Световната купа в Нове Место на Мораве, след което печели още шест подиума, включително втора победа, и първите си два медала от Световното първенство, сребро в преследването и злато в женската щафета.
През 2015 – 2016 печели пет победи за Световната купа, а на Световното първенство в Осло печели първия си самостоятелен златен медал в преследването, както и сребро в масовия старт и бронзови медали в спринта, индивидуалната дисциплина и женската щафета.
2016 – 2017 е най-успешният сезон за Лаура Далмайер с победа в общото класиране за Световната купа и пет златни и един сребърен медал на Световното първенство в Хохфилцен, Австрия, като изостава с четири секунди от Габриела Коукалова за шесто злато в спринта. Така Далмайер става първата жена в историята на биатлона, спечелила пет златни медала на едно световно първенство.
През следващия сезон Далмайер се фокусира върху Зимните олимпийски игри през 2018 г. в Пьонгчанг. Там тя става втората германка, спечелила олимпийското злато в спринта, след което печели титлата в преследването и взима бронз в индивидуалната дисциплина.
Сезон 2018 – 2019 е прекъснат от заболяване. Въпреки това, тя печели състезание за Световната купа в Антхолц през януари 2019 г. и два бронзови медала на Световното първенство през 2019 г. в Йостерсунд в спринта и преследването.

### Оттегляне
На 17 май 2019 г., след края на сезона, Лаура Далмайер обявява оттеглянето си от професионалния биатлон на 25-годишна възраст. Като причина посочва липсата на мотивация и желанието да се посвети на други дейности.

## Смърт
На 28 юли 2025 г. Лаура Далмайер загива трагично при инцидент по време на изкачване на връх Лайла Пик в Каракорум, Пакистан. Първоначалните съобщения са, че е сериозно ранена, но опитите за спасителна операция са неуспешни поради лоши метеорологични условия. На 30 юли 2025 г. от мениджмънта на Далмайер потвърждават, че тя е починала по време на инцидента те заявяват, че Далмайер изрично е пожелала никой да не рискува живота си в случай на подобен инцидент, а също така и тялото ѝ да остане в планината.

## Олимпийски игри
| Олимпиада      | Индивидуално | Спринт | Преследване | Масов старт | Щафета | Смесена щафета   |
| -------------- | ------------ | ------ | ----------- | ----------- | ------ | ---------------- |
| 2014 Сочи      | 13-о         | 46-о   | 30-о        | -           | 11-о   | дисквалифицирана |
| 2018 Пьонгчанг | Бронз        | Злато  | Злато       | 16-о        | 8-о    | 4-то             |